# Ni Virginis
Ni Virginis o Nu Virginis (ν Vir / 3 Virginis / HD 102212) es una estrella en la constelación de Virgo de magnitud aparente +4,04. Se encuentra a unos 313 años luz del sistema solar.
Ni Virginis es una gigante roja de tipo espectral M1III, una de las pocas gigantes rojas visibles a simple vista, cuya temperatura superficial es de 3610 K. Considerando la radiación emitida en el infrarrojo, su luminosidad equivale a 1075 soles. Su radio, calculado en función de su temperatura y luminosidad, corresponde a 84 radios solares o 0,39 UA, aproximadamente la distancia de Mercurio al Sol. Sin embargo, la medida de su diámetro angular —teniendo en cuenta el oscurecimiento de limbo—, conduce al valor, claramente inferior, de 63 radios solares. En este último caso su luminosidad sería menor, equivalente a 600 veces la luminosidad solar.
No se sabe con certeza el estado evolutivo en el que se encuentra Ni Virginis. Si se considera la luminosidad más baja, su masa corresponde a 1,25 masas solares; en este caso, puede estar incrementando su brillo con un núcleo inerte de helio, disminuyendo en brillo mientras el helio se fusiona en carbono, o acrecentando su brillo con un núcleo de carbono. Considerando la luminosidad mayor, Ni Virginis es una estrella más masiva —1,7 masas solares—, incrementando su brillo con un núcleo inerte de carbono.
Una pequeña variación en su brillo de 0,1 magnitudes sugiere la última opción, estando catalogada como una variable semirregular.